# Leonardo Piepoli

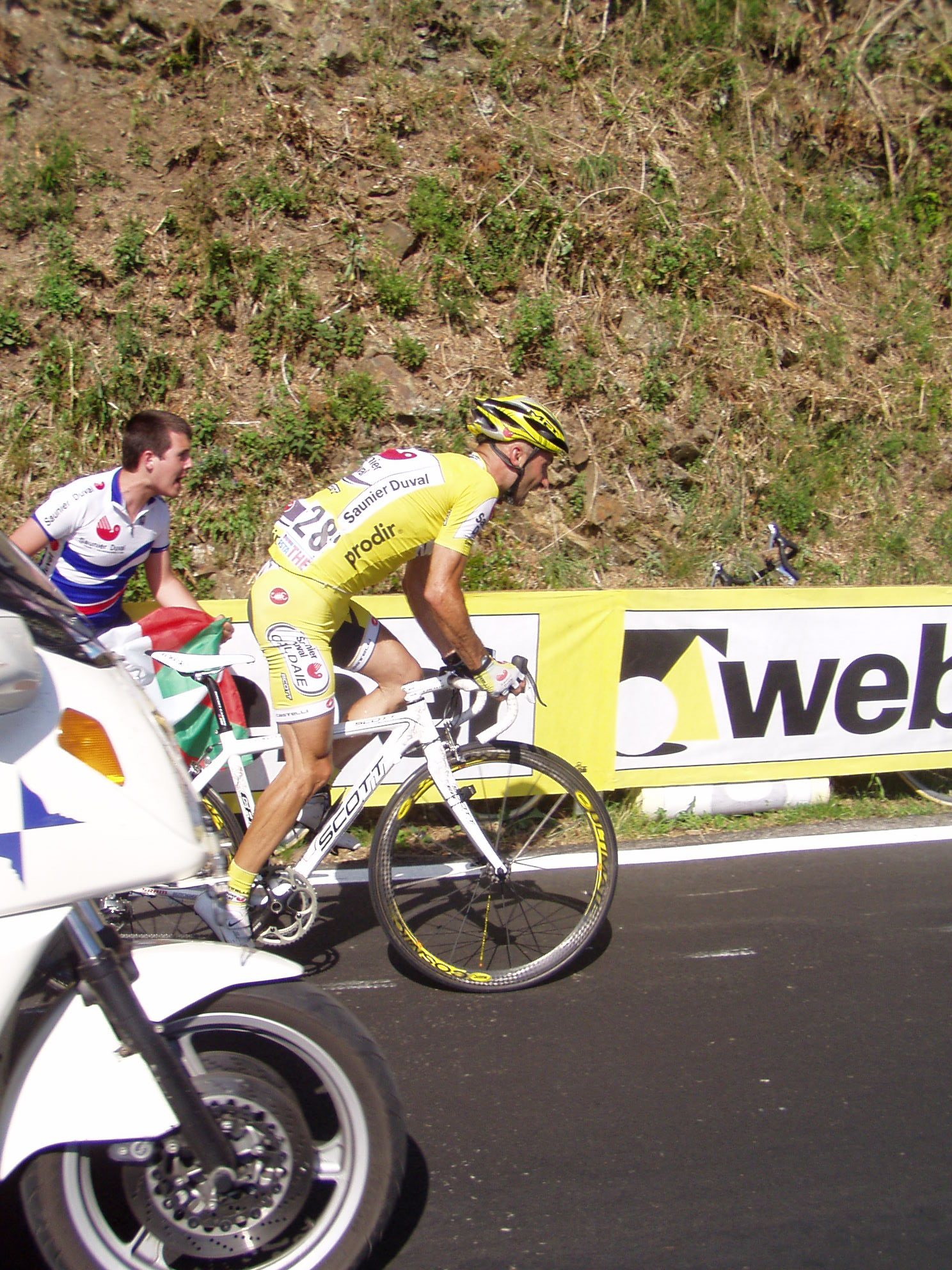
Leonardo Piepoli

Leonardo Piepoli (2 de setembro de 1971, La Chaux de Fonds) é um ex-ciclista profissional de nacionalidade italiana, nascido na Suíça.